# 飯田志保子
飯田 志保子（いいだ しほこ、1975年 - ）は、日本のキュレーター。東京都生まれ。

## 略歴
1998年、多摩美術大学美術学部芸術学科卒業。
1998～2009年 東京オペラシティアートギャラリー キュレーター。
2009～2011年、クイーンズランド州立美術館内調査研究機関ACAPA: オーストラリア・センター・オブ・アジア・パシフィック・アート（客員キュレーター）。
2014年10月から2018年3月まで東京藝術大学准教授を務めた。
2018年、あいちトリエンナーレ2019のチーフ・キュレーターに就任した。

## 企画した主な展覧会
- 「ヴォルフガング・ティルマンス―Freischwimmer」（東京オペラシティアートギャラリー、2004年）
- 「トレース・エレメンツ―日豪の写真メディアにおける精神と記憶」（東京オペラシティアートギャラリー、2008年／パフォーマンス・スペース、シドニー、2009年）
- 「第15回アジアン・アート・ビエンナーレ・バングラデシュ2012」（共同キュレーター）
- 「あいちトリエンナーレ2013」（共同キュレーター）
- 「札幌国際芸術祭2014」（共同キュレーター）
- 「あいちトリエンナーレ2019」（チーフキュレーター）